# 坂井田俊
坂井田 俊（さかいだ しゅん、1984年3月10日 - ）は、日本の映画監督。神奈川県海老名市出身。

## 来歴・人物
高校生時代、同級生がJR根岸線の電車内で40代男性をハンマーで殴打する殺人未遂事件を起こす。同時期には西鉄バスジャック事件が起きたり、カッターナイフやバタフライナイフを使用した事件が多発し、これらに坂井田は「共振」を感じた。北野武監督の映画『その男、凶暴につき』を鑑賞し、その「共振」を表現する手法として、実際に事件を起こすのではなく、現実の代用として映画で表現することを考え始める。
高校卒業後はバンタン映画映像学院（現：バンタンデザイン研究所映像デザイン学部）に進み、3年間映像制作を学ぶ。卒業制作として高校生時代に感じた「共振」を表現した、通り魔殺人を犯した少年と殺人願望を持つ少年を描いた短編『壊したいおもちゃ』を制作し、第9回CHOFU SHORT FILM COMPETITION奨励賞、シネアスト・オーガニゼーション・大阪（CO2）オープン・コンペ部門入選を果たす。その後も同様に犯罪映画の短編『太陽は知らない』や『怪物はここにいる』を制作。しかし、うってかわってこの2本はどこの映画祭にも通らなかった。調布映画祭（CHOFU SHORT FILM COMPETITION）で審査員を務めた女池充に連絡を取り、女池の助言を受けながら短編『悪魔がきた』を制作。2011年1月より坂井田の特集上映としてこれら4本の短編が下北沢トリウッドにて3週間上映された。
特集上映を見に来ていた川瀬陽太と知り合い、2011年、川瀬を主演に置いた長編映画『僕は人を殺しました』を制作。同作が初の長編映画であり、プロの俳優を起用したのも初めてであった。翌年、下北沢トリウッドにて上映が行われた。
これ以降、リバプールのホラー物のオリジナルビデオ作品の構成・演出やMVのディレクションは務めているが、映画作品の制作は行っていない。
作風として、セリフなどをあまり用いず、ただただ人を殺すさまを描く犯罪映画を得意とする。

## 作品

### 映画
- 僕は人を殺しました（2011年製作、2012年5月19日公開） - 監督・脚本・撮影・編集

#### 短編映画
- 乙女は羨む夢を見る（2003年） - 監督[7]
- 壊したいおもちゃ（2005年） - 監督・脚本・撮影・編集[8]
- 太陽は知らない（2007年） - 監督・脚本・撮影・編集
- 怪物はここにいる（2008年） - 監督・脚本・撮影・編集
- 悪魔がきた（2010年） - 監督・脚本・撮影・照明・編集[8]

『壊したいおもちゃ』から『悪魔がきた』までの4作品は、「坂井田俊監督特集」として2011年1月15日公開。

### オリジナルビデオ
- 本当の犯罪現場を撮ってしまった（2012年）- 構成・演出
- ほんとうに映った!監死カメラ5 - 7（2013年 - 2014年） - 監督
- 【閲覧注意】放送禁止動画（2014年）- 構成・演出
- 本当にあった呪いの映像（2014年） - 演出
- 本当にあった呪いの映像 闇（2014年） - 演出
- 本当にあった怖い投稿映像（2014年） - 構成・演出
- 本当にあった怖い投稿映像 超恨み（2015年）- 構成・演出
- もっとあなたの知らない世界 絶望編（2015年） - 監督・撮影
- 見てはいけない怨念動画 呪い編（2015年） - 構成・演出

### MV
- sora tob sakana「魔法の言葉」（2016年） - ディレクション

## 参加作品

### 映画
- ゾンビデオ（2011年、監督：村上賢司） - 出演
- 74歳のペリカンはパンを売る。（2017年、監督：内田俊太郎） - 撮影協力

#### 短編映画
- 洞波羅蜜多（2008年、監督：帯谷有理） - 協力
- 1万円マン（2012年、監督：小林でび） - 撮影